# Арроусмит, Эдмунд
 Эдмунд Арроусмит  (Эрроусмит, англ. Edmund Arrowsmith SJ; 1585, Haydock, Мерсисайд — 28 августа 1628, Ланкастер) — святой Римско-католической церкви, священник из монашеского ордена иезуитов, мученик. 
Основным источником информации об Эдмунде Арроусмите является агиографическое повествование, написанное очевидцем мученичества (англ. St.John Southworth) и опубликованное после смерти Эдмунда Арроусмита во второй половине XVII века.

## Биография
Эдмунд был сыном английского землевладельца Роберта Арроусмита и Марджери Джерард, происходившей из аристократической семьи, известной в Ланкашире. Среди родственников матери Эдмунда известны Майлз Джерард, который принял мученическую смерть и почитается в Католической церкви как блаженный, a также английский историк Джон Джерард.
Эдмунд Арроусмит родился в 1585 году в предместье Уинвика. Семья Эдмунда из-за своей приверженности  католицизму постоянно подвергалась гонениям со стороны английских властей. В 1605 году Эдмунд отправился во Францию в город Дуэ, чтобы там обучаться в духовной семинарии на католического священника, но через некоторое время по причине плохого здоровья был вынужден вернуться в Англию. В 1607 году он продолжил своё обучение в Дуэ.
9 декабря 1612 года Эдмунд Арроусмит был рукоположен в священника во французском городе Аррасе, после чего он отправился на миссию в Англию, где тайно стал заниматься пастырской деятельностью среди английских католиков в Ланкашире. Был арестован в 1622 г. за противозаконную деятельность и допрошен англиканским епископом Честера, но вскоре помилован и освобождён указом короля вместе с другими католическими священниками.
В 1624 году Эдмунд Арроусмит вступил в монашеский орден иезуитов. В начале 1628 года Эдмунд Арроусмит был по навету снова арестован, осуждён как священник-иезуит и приговорён к смертной казни.
28 августа 1628 года в Ланкастерском замке он был казнён через повешение, потрошение и четвертование.

## Прославление
Эдмунд Арроусмит был беатифицирован в 1929 году римским папой Пием XI и канонизирован в 1970 году римским папой Павлом VI в группе 40 английских и уэльских мучеников. Его мощи хранятся в католической церкви святого Освальда в городе Аштон-ин-Макерфильд, Англия.
День памяти в Католической церкви — 25 октября.